# Flora Brovina
Flora Brovina (née le 30 septembre 1949 à Skenderaj au Kosovo) est une poétesse, pédiatre et militante des droits humains et notamment ceux des femmes albanaises du Kosovo.

## Biographie
Flora Brovina est née le 30 septembre 1949 dans la ville de Skenderaj dans la vallée de Drenica dans la Province autonome socialiste du Kosovo. Elle grandit à Pristina dans une famille de femmes, élevée principalement par sa grand-mère, une résistante contre le nazisme. Elle termine ses études de médecine et une spécialisation en pédiatrie à Zagreb puis travaille un temps comme journaliste pour le quotidien de langue albanaise Rilindja. Elle reprend ensuite la médecine et travaille pendant de nombreuses années dans le service de pédiatrie de l'hôpital général de Pristina.

### Guerre du Kosovo
Le président yougoslave Slobodan Milošević, supprime l'autonomie constitutionnelle du Kosovo et restreint les droits des Albanais du Kosovo, leur interdisant, entre autres, l'accès aux services publics. Les femmes albanaises ne peuvent même plus accoucher dans les hôpitaux publics. Flora Brovina met alors sur pied des hôpitaux et des cliniques dans des maisons particulières et donne des cours de premiers secours aux étudiants.
En 1992, elle s'oriente vers un engagement plus politique et fonde Lidhja e Gruas Shqiptare, la Ligue albanaise des femmes, une organisation non-gouvernementale qui vise à promouvoir et protéger les droits des femmes albanaises du Kosovo et à encourager leur indépendance économique.
En mars 1998, commence la guerre entre la Yougoslavie et le Kosovo. Flora Brovina crée le Centre de santé destiné aux femmes et aux enfants. Il fournit une assistance, un abri et des services médicaux aux femmes et aux enfants qui ont fui les zones touchées par la guerre. Pendant toute la durée de la guerre, même pendant les bombardements, elle reste au centre avec ses collègues pour aider les femmes et les enfants qui sont sous leur protection. Elle assure les soins médicaux partout où on a besoin d'elle et met sur pied des hôpitaux de campagne pour soigner les blessés,. 
Elle organise également plusieurs manifestations pacifiques contre la violence et la guerre au Kosovo. Elle figure ainsi parmi les organisateurs de la manifestation du 8 mars 1998 à Pristina, qui rassemble 20 000 femmes albanaises protestant contre les exactions des forces yougoslaves à Drenica et revendiquant l'autodétermination pour les membres de l'ethnie albanaise et l'autonomie pour le Kosovo,. 
Le 20 avril 1999, Flora Brovina est arrêtée par les autorités yougoslaves pendant les bombardements de l'OTAN,. Elle est détenue dans une prison à Požarevac et, au cours de son premier mois de détention, est soumise à plus de 200 heures d'interrogatoire, à la torture physique et psychologique et à des simulacres d'exécutions,. Le 9 décembre 1999, lors d'un procès-spectacle, elle est accusée d'activités terroristes contre la Yougoslavie et condamnée à 12 ans de prison en Serbie. Elle passe un an et demi dans les prisons yougoslaves sans droit de visite de ses proches et sans base légale. Elle est libérée le 1er novembre 2000 par le président Vojislav Koštunica sous la pression internationale.
Dès son retour à Pristina, Flora Brovina crée un centre pour les orphelins de guerre, financé par Oxfam, et reprend ses activités de pédiatre.
Elle milite alors pour la libération des Albanais encore détenus dans les prisons yougoslaves et appelle la communauté internationale à la prudence vis-à-vis de Vojislav Koštunica qui, selon elle, ne donne pas de gages pour plus de démocratie.

### Après 2001
En 2001, après la proclamation de l'indépendance du Kosovo, le Parti démocratique du Kosovo (PDK) désigne Flora Brovina comme candidate à l'élection présidentielle à la place du chef du parti, Hashim Thaçi. Elle n'est pas élue à la présidence mais est membre de l'Assemblée du Kosovo pendant cinq législatures, de 2001 à 2017,,,,.

### La poésie
Flora Brovina est l'auteure de trois recueils de poèmes lyriques. Le premier, Verma emrin tim (Appelle-moi par mon nom), est publié à Pristina en 1973 alors qu'elle n'a que vingt-quatre ans. Six ans plus tard, en 1979, dans Bimë e zë, elle aborde le sort des femmes dans la société, et en particulier le rôle des femmes en tant que mères. Son troisième et dernier recueil, Mat e çmat, est publié à Pristina en 1995, à un moment où la guerre menace le Kosovo. De nombreux poèmes de ce recueil traitent de la paix, la liberté et les souffrances.
Ses poèmes ont été traduits dans de nombreuses langues, dont l'anglais, l'italien, l'espagnol, le hongrois, le roumain, le turc et l'arabe.

## Distinctions
Flora Brovina a été distinguée plusieurs fois pour son engagement humanitaire et son travail en faveur des droits humains. En 1999, le magazine Marie Claire la choisit comme une des trois femmes les plus influentes dans le monde et l'UNESCO la désigne Femme de l'année pour le Kosovo. En 2000, alors qu'elle est en prison, elle reçoit, avec cinq autres mères qui se battent pour la vie, l'espoir et la paix, un prix de la Fondation Marianna V. Vardinoyannis.
Lors de la journée internationale des droits de l'homme, le 10 décembre 2000, la Fondation Heinrich-Böll lui attribue un prix exceptionnel pour le courage politique civil dans les Balkans, qui vient juste d'être libérée de prison.
En 2001, l'American Association for the Advancement of Science la distingue pour « son courage dans la promotion des droits humains et pour avoir abrité et donné des soins médicaux aux femmes et enfants pendant le conflit armé au Kosovo. ».
Son travail humanitaire lui vaut l'attribution du Millennium Peace Prize Millennium Peace Prize for Women (en) par les Nations unies en 2001,.
Pour son œuvre littéraire, Flora Brovina reçoit le prix Tucholsky du PEN Club suédois en 1999. Elle est également récipiendaire du PEN/Barbara Goldsmith Freedom to Write Award du PEN American Center qui lui est attribué en avril 2000, en même temps qu'au poète Xue Deyun, lui aussi emprisonné.

## Publications
- (sq)Verma emrin tim, Pristina, 1973
- (sq)Bimë e zë, 1979
- (sq)Mat e çmat, Pristina, 1995
- (en)Call Me By My Name: Poetry from Kosova, édition bilingue albanais-anglais, traduite par Robert Elsie, New York : Gjonlekaj Publishing, 2001,  (ISBN 9781891654084)